# Hildesheim 07
Hildesheim 07 war ein Sportverein aus Hildesheim. Die erste Fußballmannschaft spielte vier Jahre in der Gauliga Niedersachsen bzw. Südhannover-Braunschweig. 

## Geschichte
Im Spätsommer 1907 gründen einige Jugendliche den Verein FC Discordia Hildesheim. Mit diesem Namen wollten die Gründer ihr Streben nach Einigkeit ausdrücken. Als sie jedoch von einigen Schülern der Michelsenschule aufgeklärt wurden, dass Discordia das lateinische Wort für Zwietracht ist, wurde aus dem FC Discordia der FC Preußen Hildesheim. Dieser fusionierte im Jahre 1919 mit dem SV Jungborn Hildesheim zum Hildesheimer SV 07.
Unter diesem Namen gelang den 07ern als erster Hildesheimer Verein der Aufstieg in die Südkreisliga, der damals höchsten Spielklasse. Am Saisonende fusionierte der Verein mit dem VfB Hildesheim zur SpVgg Hildesheim 07. Der VfB wurde im Jahre 1904 als FV Britannia Hildesheim gegründet und war damals der älteste Fußballverein der Stadt. 1907 wurde aus der Britannia der SV Hohenzollern Hildesheim und nach dem Ersten Weltkrieg der VfB. 
Sportlich konnten die 07er im Jahre 1924 die Vizemeisterschaft hinter Eintracht Braunschweig feiern. Im Saisonverlauf errangen die Hildesheimer einen 4:3-Sieg in Braunschweig. Dieser sportliche Höhenflug war jedoch schnell beendet. Nur zwei Jahre später sicherten sich die 07er durch einen 2:1-Entscheidungsspielsieg über Germania Wolfenbüttel den 7. Tabellenplatz, wodurch den Kickern die drohende Auf-/Abstiegsrunde erspart blieb. In der Saison 1927 jedoch mussten die Domstädter als Tabellenletzter in die Qualifikationsrunde, schlossen diese als Tabellenführer ab und konnten die 1. Spielklasse halten; so wie auch im Jahre 1928, als die Hildesheimer das Wiederholungsspiel des Entscheidungsspiels um den 7. Platz zuvor gegen Borussia Hannover verloren hatten.
Im Jahre 1937 musste die SpVgg mit dem VfR 07 Hildesheim zum Hildesheimer SV 07 fusionieren. Dieser fand sich zwei Jahre später als Nachrücker in der Gauliga Niedersachsen wieder, nachdem drei Militärsportvereine sich zurückziehen mussten. Zwei Jahre hielten sich die 07er in der Gauliga, ehe es zurück in die Zweitklassigkeit ging. 
Durch eine weitere Zwangsfusion mit den Wasserfreunden Hildesheim und dem Turnclub Hildesheim wurde im Jahre 1942 die Turn-, Spiel- und Schwimmvereinigung Hildesheim 07 gebildet. Dieser gelang nach einem 14:0-Sieg über den FC Herzberg der Aufstieg in die Gauliga Südhannover-Braunschweig. Ab dem 21. Oktober 1943 bildeten die 07er gemeinsam mit dem RSV Hildesheim eine Kriegsspielgemeinschaft. Diese löste sich mit dem Ende des Zweiten Weltkriegs auf und floss in den neugegründeten VfV Hildesheim ein.